# V398 Aurigae
V398 Aurigae (V398 Aur / 9 Aurigae / HD 32537 / GJ 9174 A) es un sistema estelar en la constelación de Auriga de magnitud aparente +4,98. Se encuentra a 86 años luz de distancia del sistema solar.
V398 Aurigae es una estrella de la secuencia principal de tipo F0V semejante a las componentes de la binaria Porrima (γ Virginis).
Tiene una temperatura efectiva de 7030 K y brilla con una luminosidad 5,4 veces mayor que la luminosidad solar.
Su radio es un 60% más grande que el radio solar y gira sobre sí misma con una velocidad de rotación proyectada de 16,4 km/s.
Muestra una metalicidad comparable a la solar ([Fe/H] = -0,06).
Su masa aproximada es un 38% mayor que la del Sol y su edad se estima en 1700 millones de años.
Es una variable Gamma Doradus, una de las más brillantes de esta clase, con un período de 1,2582 días.
A 5,2 segundos de arco de V398 Aurigae se puede observar una estrella de magnitud aparente +12,2. Denominada GJ 9174 B, es una enana roja de tipo M2V cuya separación proyectada con V398 Aurigae es de más de 137 UA. Su período orbital supera los 1100 años.
Una tercera estrella, visualmente a 90,1 segundos de arco de V398 Aurigae, completa el sistema estelar.
Es una enana naranja de tipo K5V que recibe el nombre de GJ 9174 C y cuya magnitud es +9,4.